# Medina de Rioseco
Medina de Rioseco è un comune spagnolo di 4 962 abitanti situato in provincia di Valladolid, nella comunità autonoma di Castiglia e León.